# Seznam nosilcev spominskega znaka Hrast
Seznam nosilcev spominskega znaka Hrast.

## Seznam
(datum podelitve - ime)
- 24. februar 1998 - Jože Ajdišek - Roman Andoljšek - Janko Antolin - Marjan Anzeljc - Alojz Arko - Stanko Bajt - Dejan Bagari - Bojan Bartol - Tomaž Batinič - Emil Bauer - Igor Bavdek - Leon Behin - Dušan Benčič - Robert Berdavs - Vincencij Beznik - Marjan Blatnik - Bojan Blaževič - Gorazd Bogdan - Danijel Bradač - Dušan Bradač - Silvo Bradač - Roman Brelih - Slavko Brezovnik - Bojan Briški - Stojan Briški - Matjaž Brlec - Anton Brunec - Srečko Cencelj - Tomaž Cerk - Branko Cigoj - Mihovil Crnić - Boris Cuder - Denis Čaleta - Andrej Čampa - Bojan Čampa - Boris Čepon - Janez Červek - Marino Česen - Štefan Čuka - Matjaž Čulk - Radivoj David - Janez Dejak - Sandi Delač - Feliks Detela - Matjažek Dolšina - Boško Doneski - Boris Drame - Avgust Dreisiebner - Marjan Družovec - Zlatko Držanič - Jože Dundović - Matej Dvorščak - Matej Eržen - Ludvik Faflek - Matija Ferenc - Anton Ficko - Jurij Finžgar - Darko Glavan - Milan Glavina - Albin Goljevšček - Marko Golob - Zdravko Gorjup - Cvetomir Gornik - Dušan Gorše - Boris Grgič - Aleš Grudnik - Branko Heindler - Bojan Hočevar - Ivan Hočevar - Rafael Hočevar - Anton Hribar - Bojan Hribar - Vojan Hribar - Goran Ilisić - Branko Janeš - Velimir Janeš - Zoran Janjoš - Gabrijel Javor - Martin Jazbec - Iztok Jejčič - Jože Jelen - Zlatko Jensterle - Iztok Jeranovič - Metod Jerman - Borut Jesenšek - Anton Ješelnik - Peter Jezeršek - Anton Jureč - Franc Jurjevič - Janez Jurkovič - Roman Justin - Renato Južnič - Martin Kandžič - Milan Kangler - Milan Karba - Igor Kavčič - Rajko Kavšček - Darko Kejžar - Štefan Kelenc - Bojan Kerec - Miran Kern - Miran Klarič - Andrej Klemenc - Andrej Klemenčič - Franc Klemenčič - Milan Klemenčič - Zvonko Klinar - Boštjan Kojek - Anton Kolar - Tomaž Andrej Kolar - Denis Kolbl - Darko Kolmanič - Janez Končar - Boris Konečnik - Bojan Kopač - Dušan Kordiš - Franc Kordiš - Zvonko Korenjak - Bojan Korošec - Franc Kosmač - Alojz Košević - Janez Košir - Marija Košir - Miran Košmrlj - Milan Kotar - Drago Kovač - Matjaž Kovač - Stanko Kovač - Duško Kovačević - Janez Krampač - Joško Krulič - Andrej Kutnar - Jože Kuzma - Miroslav Kuzma - Anton Lavrič - Aleksander Lavrih - Robert Lavtar - David Leitinger - Aleš Lesar - Jože Lesar - Stanko Leščanec - Mitja Letig - Stanislav Letonja - Dušan Ličina - Albin Likar - Goran Likar - Matjaž Lorbek - Bojan Lunežnik - Mitja Majerle - Janez Makovec - Viktor Malek - Borislav Marčetič - Damijan Marič - Sašo Marinč - Darko Marinčič - Igor Marinčič - Tomaž Markovič - Simon Medved - Marko Meglič - Mirko Merhar - Roman Merhar - Vinko Merhar - Robert Mesesnel - Davorin Meznarič - Igor Mihelčić - Damir Mihelčič - Leon Mihelič - Miro Mihelič - Vilma Mikluž - Albin Mikulič - Boris Mikuš - Aljoša Miljevič - Miran Mlakar - Marko Mlekuž - Karel Močilnik - Silvo Možek - Stanko Mrhar - Vladislav Mudri - Marko Muhič - Branko Mulič - Franc Naglič - Božidar Njavro - Jože Nunar - Aleš Oblak - Slavko Ofak - Nikola Orlović - Branko Osterc - Miran Osterman - Ivan Ošljak - Vinko Otovič - Aleksander Pahulje - Anton Pajk - Rajko Pajnič - Zlatko Pajnič - Gregor Panjan - Franc Pantar - Igor Parežnik - Branko Pavalec - Željko Pavlica - Igor Pavlovič - Rajko Petek - Stanislav Petek - Franci Petraš - Roman Pevec - Jože Plestenjak - Bojan Pohar - Ivan Poje - Sandi Polovič - Vojko Pongračič - Janez Portir - Stanislav Potisek - Bojan Potočnik - Boris Potočnik - Frane Povirk - Emil Pozvek - Aleksander Praprotnik - Stanislav Praprotnik - Darko Prašiček - Matjaž Prelesnik - Janez Premrl - Boštjan Pristavec - Nurija Prošić - Jože Prvinšek - Jože Pugelj - Milan Puh - Borut Purkat - Aleš Radelj - Igor Ramšak - Viljam Ražem - Milan Reich - Jože Repše - Zoran Rink - Andrej Ristič - Milan Rojko - Edvard Rovtar - Franc Rožman - Vojko Rupnik - Milan Selšek - Srečko Slapar - Martin Smogavc - Boštjan Smolej - Marko Sonc - Milić Spasić - Milenko Spasić - Alojz Srčič - Matjaž Stanonik - Zdravko Strašnik - Primož Strle - Branko Šalamun - Milan Šandor - Srečko Šeliga - Tomaž Šenk - Boris Šercer - Rolando Šercer - Janez Šibanc - Henrik Škufca - Zoran Škulj - Alojz Šlemer - Joško Šneberger - Emil Šolaja - Alojzij Šparovec - Milan Špiletič - Marko Štampfel - Bojan Štefančič - Bojan Šterk - Dušan Šalika - Živko Štimac - Jože Štuflek - Andrej Šubic - Ljubo Tomažič - Davorin Tomažin - Milan Tomc - Gorazd Toplak - Drago Toporiš - Zorislav Toth - Rihard Trebše - Marjan Trope - Bojan Trupi - Darko Turk - Ivan Turk - Dejan Umek - Željko Urgl - Anton Urh - Robert Uzar - Roman Valentan - Radomir Valentič - Janez Varl - Bojan Vašl - Mitja Vehovec - Drago Vereš - Jože Veselič - Vesna Vičič - Roman Vidmar - Dušan Vinter - Domen Vivod - Zvonko Vlah - Dejan Vnuk - Milan Vogrinčič - Marko Volarič - Rajko Vrhovec - Dušan Vučko - Mojca Vučko - Boris Vukan - Drago Zadnikar - Andrej Zakrajšek - Rudi Zalar - Janko Zaplotnik - Darko Zidanski - Anton Zidar - Dušan Zobec - Ivan Zoran - Cvetko Zorko - Ludvik Zupančič - Jurij Zver - Milan Zvirac - Ludvik Zvonar - Anton Žagar - Bojan Žagar - Sašo Žagar - Zvonimir Žagar - Žarko Žakelj - Franko Železnjak - Dare Žnidar - Tomaž Žnidar - Štefan Žugec

- 6. oktober 1999 - Iztok Adamič - Branko Andoljšek - Ciril Andoljšek - Marko Andoljšek - Janez Bartol - Jože Bartol - Milan Bavdek - Franc Bončina - Igor Briški - Franc Burger - Silvester Češarek - Dušan Čihal - Darko Čop - Roman Debevc - Marijan Dobršek - Milan Erjavec - Rude Fajdiga - Tone Fajdiga - Vincenc Farkaš - Marjan Grajš - Gorazd Hočevar - Dušan Jamnik - Andrej Javornik - Bojan Javornik - Dragomir Jolić - Andrej Jurjevič - Stanislav Klun - Drago Knavs - Ladislav Koprivec - Dušan Komac - Aleksander Kos - Ivan Košir - Marko Košir - Jernej Kovač - Milan Kovač - Sonja Kožar - Edvard Krapež - Rado Mihelič - Aleš Nose - Janez Oražem - Marko Pahulje - Andrj Pelc - Emil Perš - Igor Petrič - Stanislav Piberčnik - Pter Pogorelec - Stanislav Pohar - Darko Poje - Silvo Poje - Robert Potisk - Drago Premrl - Marjan Rački - Albert Slavič - Pavel Starc - Karel Špehar - Drago Špiletič - Jože Šporar - Gorazd Štricelj - Martin Tekavčič - Zvonko Velikonja - Darko Vidmar - Ivan Vidmar - Štefan Vlašič - Zoran Vlašič - Josip Vrh - Alojzij Zbašnik - Andrej Zgonc - Vincenc Zver

- 10. april 2001 - Roman Lunder - Slavko Vlah

- 20. junij 2001 - Ivan Avsenik - Franc Baša - Zvezdan Birsa - Jožef Ferdinand Bordon - Blaž Čebulj - Janez Dobravec - Uroš Doljak - Damijan Dular - Marjan Finkšt - Ivan Frančeškin - Vladimir Gačnik - Danilo Gorenc - Matjaž Goričar - Boris Gril - Primož Habič - Zdenko Hari - Marjan Hiti - Damir Istenič - Ludvik Jonaš - Rado Jurač - Jožef Franc Kadunc - Vinko Kastelic - Franc Kodrič - Franc Kokoravec - Bogdan Komel - Lado Krašovec - Jože Križman - Franjo Lautar - Marjan Lebeničnik - Zdenko Likan - Janko Lutman - Štefan Malavašič - Roman Marguč - Boris Marinič - Marjan Markun - Anton Martinjak - Vojko Martinuč - Franc Mihalič - Darko Mislej - Robert Mlakar - Slavko Motaln - Miroslav Naglič - Miroslav Nareks - Andrej Novak - Zvezdan Ostrouška - Jože Palfi - Stanislav Pegan - Milko Petek - Egon Poljšak - Leon Posega - Mirko Povše - Franc Povšič - Janez Prijatelj - Istvan Ravbar - Robert Rimahazi - Metod Rutar - Darko Skok (1951) - Darko Skok (1963) - Milan Slana - Stanislav Šantelj - Igor Šimec - Jože Šimec - Janko Škrabelj - Drago Šober - Miro Štular - Rajko Turk (posmrtno) - Željko Varga - Marjan Videtič - Robert Vilhar - Milan Visinski - Adi Voh - Aleš Vranešič - Davor Wimmer (posmrtno) - Borut Zadražnik - Boris Zajc - Frančišek Zavašnik - Franc Zemljič - Dušan Zrimšek - Bojan Žagar - Robert Žavbi - Zlatko Žvajker